# Milo Anderson
Milo Leon Anderson (* 9. Mai 1910 in Chicago, Illinois, Vereinigte Staaten; † 3. November 1984 in Los Angeles, Kalifornien) war ein US-amerikanischer Kostümbildner, dessen Arbeiten „im entscheidenden Maße die wichtigsten ‘Warner Bros.’-Produktionen der 30er und 40er Jahren mitgeprägt haben.“

## Leben und Wirken
Anderson erhielt nach kurzer Ausbildungszeit an der University of California in Los Angeles als 20-Jähriger seinen ersten Job vom Filmproduzenten Samuel Goldwyn und erarbeitete sich bald einen Namen als talentierter Schneider. Im darauffolgenden Jahr engagierte Warner Bros. Milo Anderson, der sich dort bald zum bedeutendsten Kostümbildner dieser noch jungen Firma mauserte. Anderson entwarf die Roben zu einer Reihe von aufwendigen und ambitionierten Filmbiografien, Literaturverfilmungen sowie Historien-, Abenteuer- und Kostümfilmen bedeutender kontinentaleuropäischer Regie-Auswanderer wie Michael Curtiz und Wilhelm Dieterle, darunter Unter Piratenflagge, Louis Pasteur und Robin Hood, König der Vagabunden. Im darauffolgenden Jahrzehnt, den 1940er Jahren, kamen Entwürfe für weit weniger aufwendige Anzüge, Arbeitskluften und Uniformen zu diversen Western, Kriminal- und Kriegsfilmen hinzu. Sein Schaffen umfasst mehr als 170 Produktionen.
Zu den bekanntesten Männern, die Milo Anderson in den zentralen 20 Arbeitsjahren beim Film mehrfach einkleidete, gehörten Paul Muni, James Cagney, Humphrey Bogart, Edward G. Robinson und immer wieder Errol Flynn. Unter den Schauspielerinnen, die Andersons Roben trugen, befand sich vor allem Jane Wyman, aber auch Olivia de Havilland, Marlene Dietrich, Joan Crawford, die damalige Nachwuchsmimin Doris Day und den damaligen Teenager Elizabeth Taylor. Im Laufe der frühen 1950er Jahre zog sich Milo Anderson sukzessive aus dem Filmgeschäft zurück und widmete sich fortan einer neuen künstlerischen Herausforderung: Zahlreiche in Beverly Hills ansässige Prominente engagierten den erfahrenen Künstler als Innenausstatter.

## Filmografie (Auswahl)
- 1932: Der falsche Torero (The Kid From Spain)
- 1932: Cynara
- 1933: Convention City
- 1933: Parade im Rampenlicht (Footlight Parade)
- 1933: Revolution der Jugend (This Day and Age)
- 1935: Ein Sommernachtstraum (A Midsommer Night’s Dream) (ungenannt)
- 1935: Unter Piratenflagge (Captain Blood)
- 1935: Louis Pasteur (The Story of Louis Pasteur)
- 1936: Ein rastloses Leben (Anthony Adverse)
- 1936: Der Verrat des Surat Khan (The Charge of the Light Brigade)
- 1936: Die grünen Weiden (Green Pastures)
- 1936: Geheimbund Schwarze Legion (The Black Legion)
- 1937: Mit eiserner Faust (The Prince and the Pauper)
- 1937: Das Leben des Emile Zola (The Life of Emile Zola)
- 1937: The Great Garrick
- 1937: Mountain Justice
- 1938: Das Doppelleben des Dr. Clitterhouse (The Amazing Dr. Clitterhouse)
- 1938: Robin Hood, König der Vagabunden (The Adventures of Robin Hood)
- 1938: Der kleine Star (Boy Meets Girl)
- 1938: Brother Rat
- 1939: Herr des wilden Westens (Dodge City)
- 1939: Ich war ein Spion der Nazis (Confessions of a Nazi Spy)
- 1939: Zum Verbrecher verurteilt (They Made Me a Criminal)
- 1939: Hell’s Kitchen
- 1939: Das zweite Leben des Dr. X (The Return of Doctor X)
- 1939: Die wilden Zwanziger (The Roaring Twenties)
- 1939: Zwölf Monate Bewährungsfrist (Invisible Stripes)
- 1939: Der Traum vom schöneren Leben (Saturday’s Children)
- 1940: Land der Gottlosen (Santa Fé Trail)
- 1940: The Lady With Red Hair
- 1940: Nachts unterwegs (They Drive By Night)
- 1941: Entscheidung in der Sierra (High Sierra)
- 1941: Herzen in Flammen (Manpower)
- 1941: Sein letztes Kommando (They Died With Their Boots On)
- 1942: Der große Gangster (The Big Shot)
- 1942: Abenteuer in Panama (Across the Pacific)
- 1942: Die fröhliche Gauner GmbH (Larceny, Inc.)
- 1942: Yankee Doodle Dandy
- 1942: Der freche Kavalier (Gentleman Jim)
- 1942: Einsatz im Nordatlantik (Action in the North Atlantic)
- 1943: Devotion
- 1943: Thank Your Lucky Stars
- 1943: Tatort Springfield (Conflict) (UA: 1945)
- 1944: Hollywood-Kantine (Hollywood Canteen)
- 1944: Haben und Nichthaben (To Have and to Have Not)
- 1945: Solange ein Herz schlägt (Mildred Pierce)
- 1945: Danger Signal
- 1945: Pride of the Marines
- 1945: Die zwei Mrs. Carrolls (The Two Mrs. Carrolls) (UA: 1947)
- 1946: Tag und Nacht denk’ ich an Dich (Night and Day)
- 1946: Drei Fremde (Three Strangers)
- 1946: Der Schatten einer Frau (Shadow of a Woman)
- 1946: Eine Lady für den Gangster (Nobody Lives Forever)
- 1946: Of Human Bondage
- 1946:  Die Modellstadt (Magic Town)
- 1947: Besuch in Kalifornien (The Man I Love)
- 1947: Unser Leben mit Vater (Life With Father)
- 1947: Der Unverdächtige (The Unsuspected)
- 1947: Schweigende Lippen (Johnny Belinda)
- 1947: Schmutzige Dollars (Cheyenne)
- 1948: Das Geheimnis der Frau in Weiß (The Woman in White)
- 1948: Zaubernächte in Rio (Romance on the High Seas)
- 1948: Whiplash
- 1948: John Loves Mary
- 1948: Ein Mann wie Sprengstoff (The Fountainhead)
- 1949: Konterbande (South of St. Louis)
- 1949: Mein Traum bist Du (My Dream Is Yours)
- 1949: Glück in Seenot (The Lady Takes a Sailor)
- 1949: Die rote Lola (Stage Fright)
- 1949: Der Mann ihrer Träume (Young Man With a Horn)
- 1950: Montana
- 1950: Gesetzlos (Backfire)
- 1950: Das Wiegenlied vom Broadway (The Lullaby of Broadway)
- 1950: Mordsache: Liebe (Perfect Strangers)
- 1951: Romanze mit Hindernissen (On Moonlight Bay)
- 1951: Das Herz einer Mutter (The Blue Veil)
- 1951: Verfolgt (Tomorrow Is Another Day)
- 1952: Mara Maru
- 1953: Ein Herz aus Gold (So Big)
- 1956: Miracle in the Rain